# Johannes Lau (Politiker, 1879)
Johannes Lau (* 20. Mai 1879 in Rostock; † 22. November 1955 in Hannover) war ein deutscher Politiker (SPD).

## Leben
Johannes Lau wurde als Sohn eines Arbeiters geboren. Nach dem Besuch der Volksschule absolvierte er eine Lehre als Tischler in Rostock und arbeitete im Anschluss in seinem erlernten Beruf. Er schloss sich 1897 der Gewerkschaft an und war von Juli 1906 bis Juni 1910 Geschäftsführer des Deutschen Holzarbeiterverbandes, zunächst für kurze Zeit in Dortmund und dann in Lauterberg am Harz. Von 1900 bis 1902 leistete er Militärdienst und war Mitglied des deutschen Expeditionskorps zur Bekämpfung des Boxeraufstandes im Kaiserreich China. Von 1914 bis 1918 nahm er als Soldat am Ersten Weltkrieg teil und wurde an der Westfront eingesetzt.
Lau trat 1903 in die SPD ein und war von Juli 1910 bis 1933 als Parteisekretär für den Bezirk Hannover tätig. Während der Novemberrevolution gehörte er dem Soldatenrat der 4. Armee an. Im Dezember 1918 wurde er als Delegierter zum Ersten Reichsrätekongress nach Berlin entsandt. Danach betätigte er sich in der Kommunalpolitik. Er war von 1919 bis 1920 Stadtverordneter (Bürgervorsteher) und von 1919 bis 1924 unbesoldeter Stadtrat (Senator) in Hannover. Von 1925 bis 1929 war er Mitglied des Hannoverschen Provinziallandtages und gleichzeitig stellvertretendes Mitglied des Provinzialausschusses. 1928 wurde er als Abgeordneter in den Preußischen Landtag gewählt, dem er bis 1933 angehörte. Daneben war er bis 1933 Mitglied des Vorstandes für den SPD-Bezirk Hannover und Mitglied des zentralen Parteiausschusses der Sozialdemokraten. Darüber hinaus fungierte er von 1924 bis 1933 als Gauleiter des Hannoverschen Reichsbanners Schwarz-Rot-Gold.
Nach der Machtübernahme der Nationalsozialisten wurde Lau im April 1933 mehrere Wochen in „Schutzhaft“ genommen. Im Juni 1936 wurde er erneut verhaftet, in ein Untersuchungsgefängnis gebracht und im Mai 1937 wegen Vorbereitung zum Hochverrat zu vier Jahren Zuchthaus verurteilt, die er im Zuchthaus Hameln verbringen musste. Von Juli 1940 bis zu seiner Befreiung durch britische Soldaten im April 1945 wurde er im KZ Sachsenhausen interniert.
Lau nahm 1945 seine politische Tätigkeit wieder auf. Er beteiligte sich an der Neugründung der SPD, war Delegierter der Wennigser Konferenz und von 1945 bis zu seinem Tode Mitglied des Bezirksvorstandes der SPD Hannover. Von 1946 bis 1955 war er Ratsmitglied der Stadt Hannover.